# Синагога
Синаго́га (від грец. συναγωγή — зібрання, спільнота; івр. בית כנסת — бейт кнесет, тобто дім зборів, зібрань) — юдейський молитовний будинок чи приміщення, де юдеї вивчають Священне Писання, моляться Богові. На відміну від православної церкви, синагога не є храмом, а лише приміщенням для громадської молитви. Також громада віруючих юдеїв, які поклоняються в одній синагозі та формують собою спільноту.
Зазвичай являє собою споруду характерної архітектури. Щоправда, за юдейськими релігійними правилами, синагогою може бути будь-яке приміщення, яке було освячене за спеціальним обрядом.

Згідно з Талмудом, споруда синагоги повинна розміщуватись у центрі єврейського поселення, як правило, на підвищенні і бути домінантою всієї прилеглої території. Традиція надає синагозі величезне значення в єврейському житті. Талмуд вважає, що вона поступається за святістю тільки Єрусалимському храму, і називає її мікдаш меат — «мала святиня», як сказано:
|  | Я видалив їх до народами та розпорошу їх по країнах, але Я став для них святилищем малим в країнах, куди прийшли вони. |

## Походження синагоги

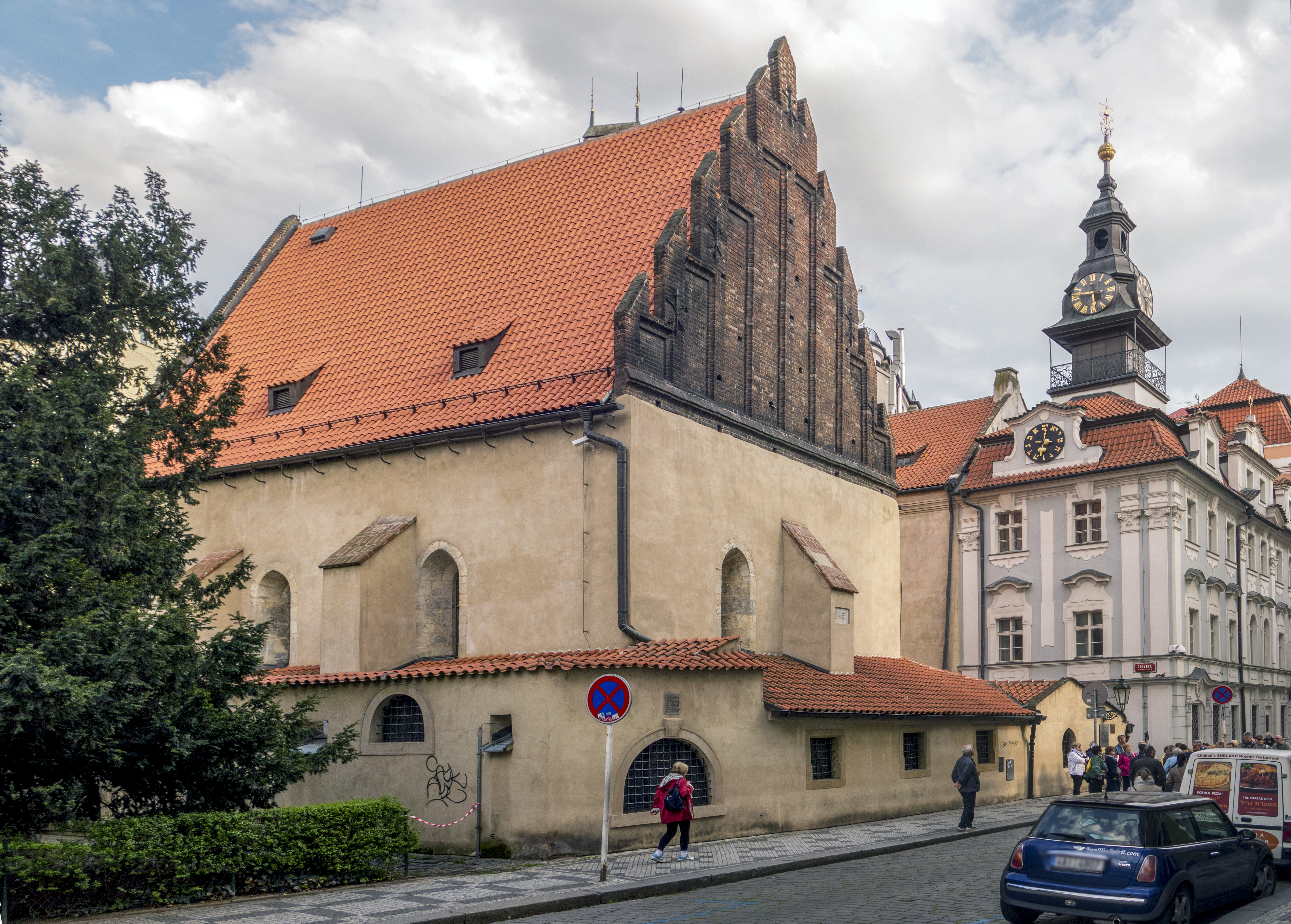
Старонова синагога в Празі, 1270 рік, найстарша з діючих

Більшість істориків вважають[джерело?], що синагоги з'явилися близько двадцяти п'яти століть тому в Вавилоні, за кілька років до руйнування Першого храму. Євреї, вигнані до Вавилону, стали збиратися в будинках один одного, щоб разом молитися і вчити Тору. Пізніше були побудовані спеціальні будівлі для молитви — перші синагоги.
На початку періоду Другого храму єврейські книжники постановили, що слід молитися в громаді. Кожна громада повинна побудувати «будинок зборів» (Бейт-кнесет або синагога по-грецьки), де б євреї збиралися на молитву в Шабат, свята і будні.
Синагоги архітектурно слідували тому місцю і часу, де і коли вони зводилися.

## Елементи синагоги

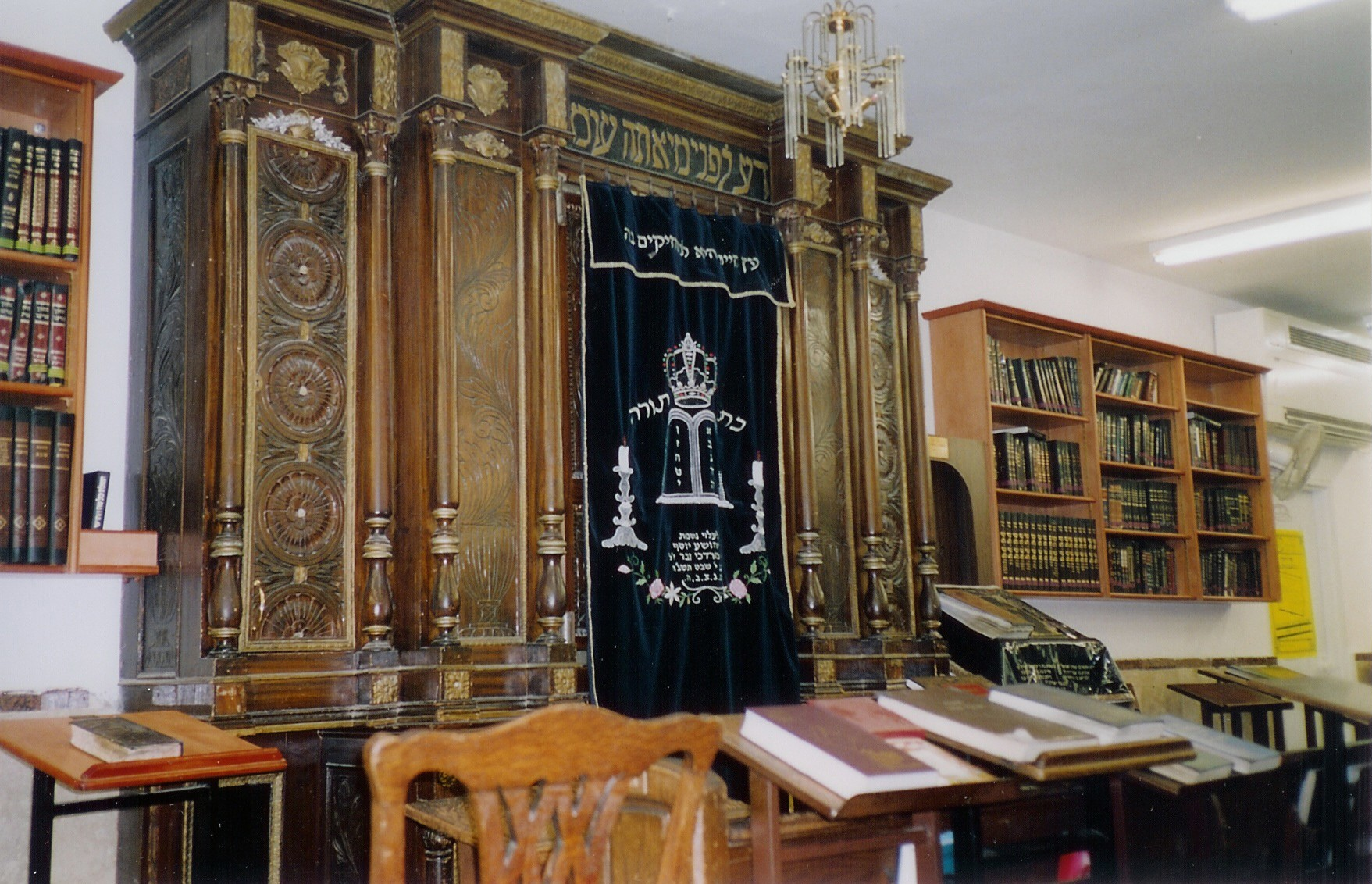
Синагогальний ковчег (Арон кодеш)

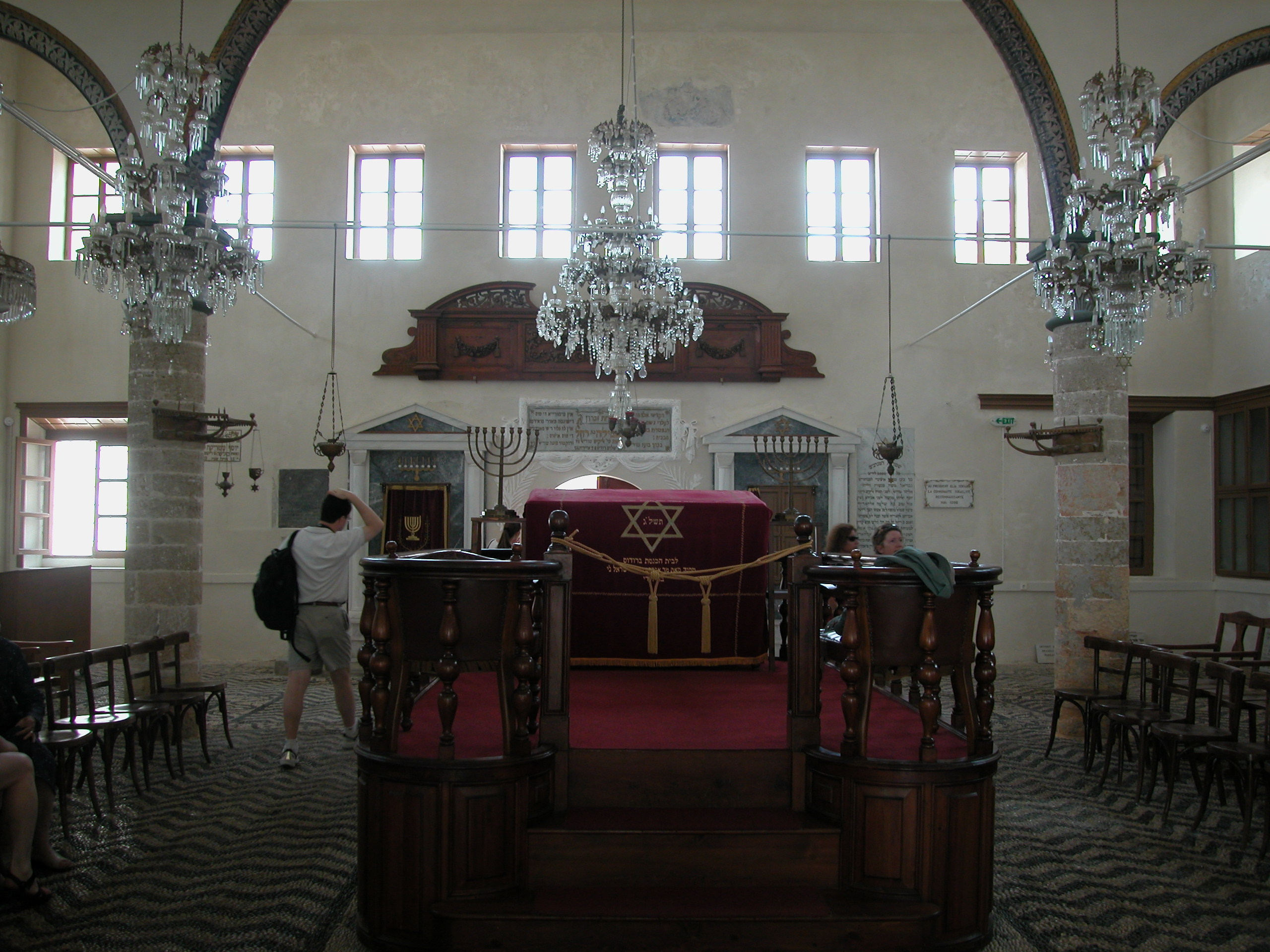
Синагога «Кахаль Шалом», Родос, Греція

Хоча зовні синагоги відрізняються одна від одної, в основі їх внутрішнього складу лежить конструкція Храму, який у свою чергу повторював склад Скінії, побудованої євреями в пустелі. Це був обгороджений прямокутний простір. Всередині знаходився умивальник, де священнослужителі оправляв руки і ноги перед початком служби, і жертовника для жертвопринесення тварин. Слідом за цим розташовувалося дещо схоже на намет, зване святилищем. Туди могли входити лише священнослужителі. В глибині Святилища, прихована особливою завісою (парохет), перебувала Свята святих. Там стояв Ковчег Заповіту, який містив Скрижалі Заповіту з вирізьбленими на них десятьма заповідями. Коли цар Соломон збудував Храм, він відтворив склад скинії, додавши прилеглий двір, де могли молитися жінки.
Синагоги будуються так, що їхній фасад завжди звернений до Ізраїлю, при можливості, до Єрусалиму, де стояв Храм (для європейських синагог це означає орієнтацію на схід). В усякому випаду, стінка, біля якої стоїть Арон кодеш (шафа, в якому зберігаються сувої Тори), завжди направлена в сторону Єрусалиму, і в будь-якому місці земної кулі єврей молиться, звернуться особою до нього.
За правилами необхідно прагнути до того, щоб синагога була розташована на найвищому місці в місті[джерело?].
Синагога має звичайно прямокутну форму, для чоловіків і жінок є окремі приміщення (це може бути балкон, бічній або задній межа). Біля входу поміщається раковина, де можна помити руки перед молитвою. У тій частині синагоги, яка відповідає розташуванню Святилища в Храмі, встановлюється велика шафа (іноді в ніші), покритий завісою, звана парохет. Така шафа називається синагогальним ковчегом (Арон кодеш) і відповідає ковчегові у Храмі, в якому зберігалися скрижалі з десяти заповідей. У шафі знаходяться сувої Тори — найбільш священне надбання синагоги.
У центрі синагоги знаходиться узвишшя, зване біма або алмемар. З цього підвищення читається Тора, на ньому встановлено стіл для книги. Це нагадує помост, з якого в Храмі читали Тору.

Над ковчегом розташовується нер тамід — «невгасимий світильник». Він горить завжди, символізуючи Менору, масляний світильник Храму. У менорі було сім ґнотів, один з яких горів постійно, як сказано: 
|  | кадити вічний вогонь перед скрижалями ... |

Поруч з нер тамід розташовується зазвичай кам'яна плита або бронзова дошка, з вигравіюваними на ній десятьма заповідями.

## Опції синагоги

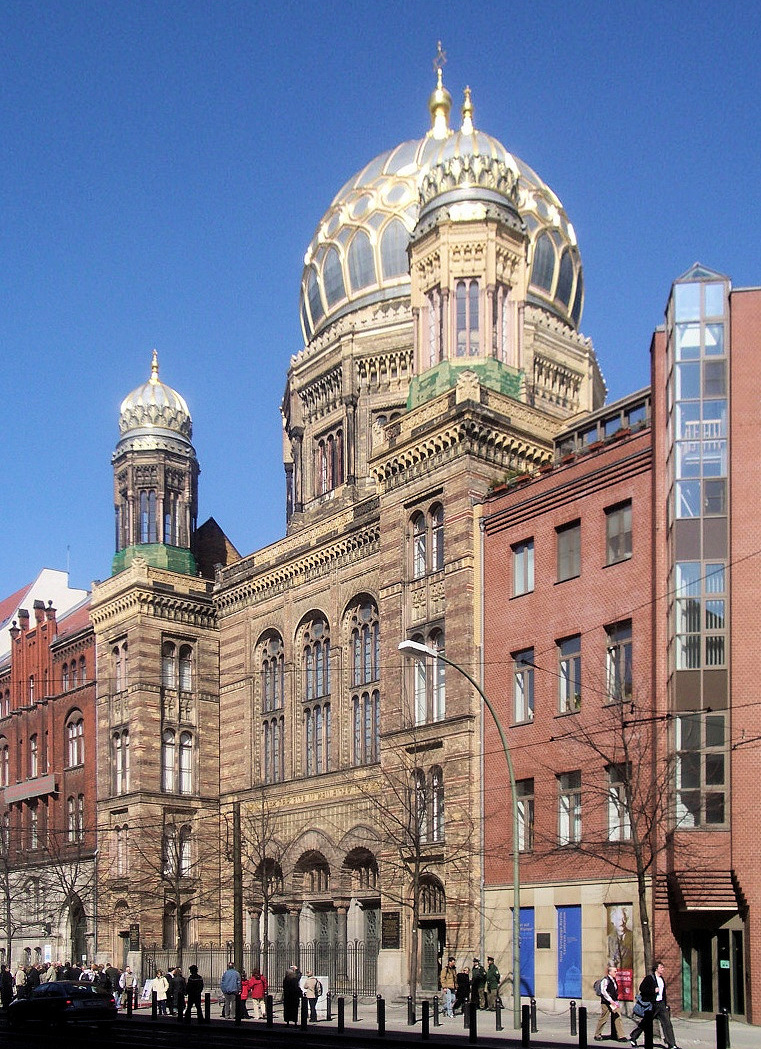
«Нова синагога» (Neue Synagoge), Берлін

Час молитов у синагозі збігається з часом щоденних жертвоприносин у Храмі, молитва не є заміною жертвопринесення. На відміну від православної церкви, синагога не є храмом, а лише приміщенням для громадської молитви. Єврейський Храм може бути побудований тільки на одному місці — на Храмовій горі в Єрусалимі.
В епоху Другого храму функцією синагоги було підтримання тісного зв'язку між євреями, де б вони не жили, і Храмом в Єрусалимі, ніяк, зрозуміло, з Храмом не конкурувало. Після руйнування Храму синагога покликана відроджувати у всіх єврейських громадах дух Храму.
Функції синагоги дуже широкі. Часто при синагогах є школи, в яких діти та підлітки вивчають Тору. Талмуд розповідає, що в Єрусалимі було 480 синагог і при кожній дві школи — початкова (бет-Сефер) і середня (бет-талмуд). У бет-Сефер викладали Писання, а в бет-талмуд — Мішну. За традицією синагоги забезпечують громаду бібліотекою. Вважається досить благочестивою справою купити для такої бібліотеки книги. У будь-якій синагозі можна знайти П'ятикнижжя з коментарями, Мішни, Талмуд, сотні, а іноді і тисячі інших книжок. Будь-який член громади має право користуватися ними. У синагозі проводять святкування обрізання (Брит Мила), повноліття (Бар Міцва), викуп первородного та інші релігійні обряди. Також у синагозі може засідати Бейт-дин — місцевий релігійний суд.
Синагоги абсолютно незалежні. Будь-яка група віруючих може організувати синагогу. Для управління синагогою віруючі самі вибирають керівників. Правління синагоги розпоряджається коштами для допомоги нужденним, влаштовує на нічліг приїжджих тощо.

## Синагогальна служба
На початку періоду Другого храму єврейські книжники постановили, що слід молитися в громаді. Кожна громада повинна побудувати «будинок зборів» (Бейт-кнесет або синагога по-грецьки), де б євреї збиралися на молитву в Шабат, свята і будні. Час молитов у синагозі збігається з часом щоденних жертвоприносин у Храмі. Тим не менш, молитва не є повною заміною жертвопринесення.
Нові форми богослужіння в синагогах ґрунтувалися на концепціях, що походять з храмової служби і завдяки Храму вони стали частиною релігійного життя єврейського народу.
Синагога була в храмовому дворі, а молитви та читання Тори були частиною храмової служби. Багато храмових ритуалів, як наприклад, біркат-коханим, помахування Лулавом під час свята Сукот, традиція трубити в шофар та інші, прийшли в синагогальну службу з храмового ритуалу і отримали поширення в синагогах в Землі Ізраїлю, і в діаспорі ще в період існування Храму.
З плином часу до вивчення Тори було додано також читання Тори в Храмі. В суботу та в свята синедріон збирався в Храмі як бет-мідраша; в храмовому дворі книжники викладали народу закони Тори. Зберігалися в Храмі древні списки Священного Писання і твори національної історичної літератури були еталоном канонічного тексту, і на прохання громад діаспори храмові писарі робили для них копії з цих книг.

## Фотогалерея

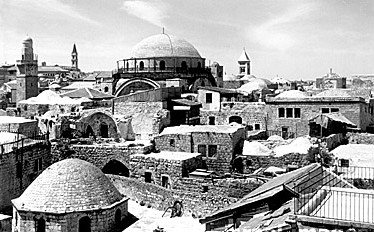
Синагога «Хурва» в єврейському кварталі Старого міста Єрусалима до 1948 року
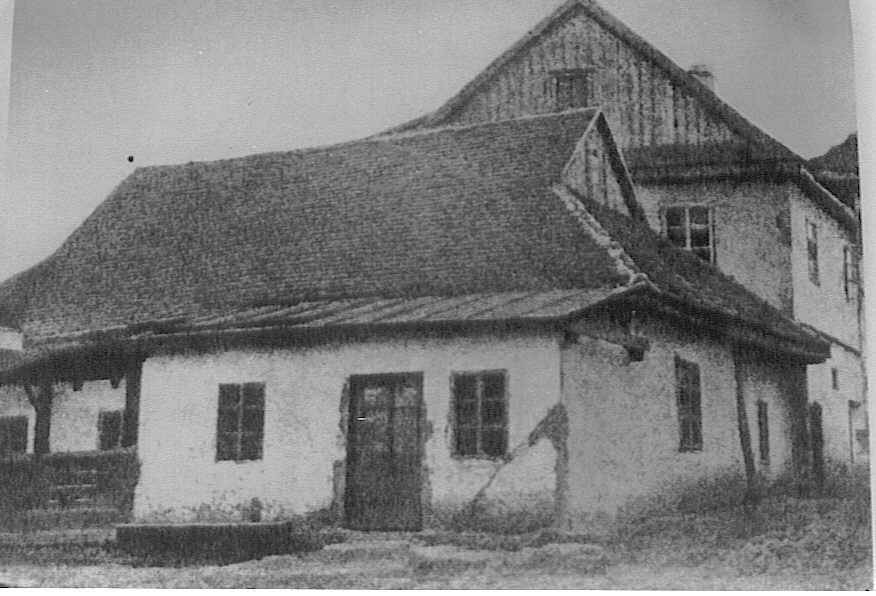
Синагога Баал Шем Това в Меджибожі, фото 1915 року. Була зруйнована і знову відроджена
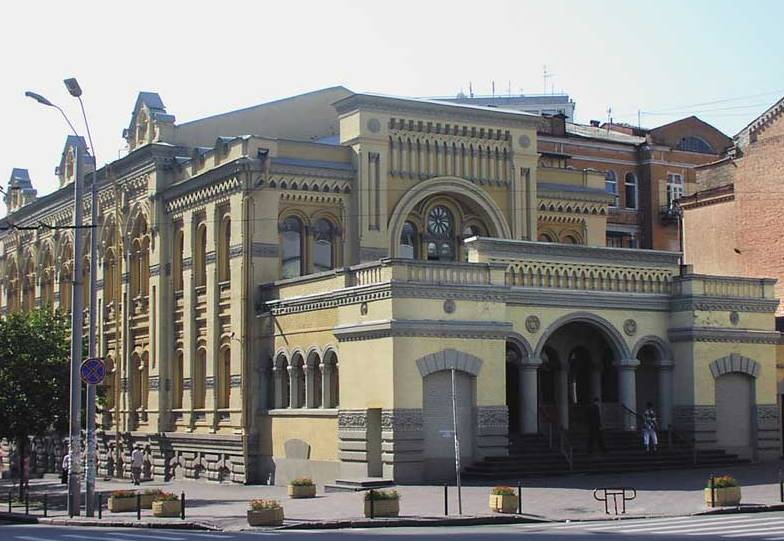
Синагога Бродського у Києві (1897–1898)
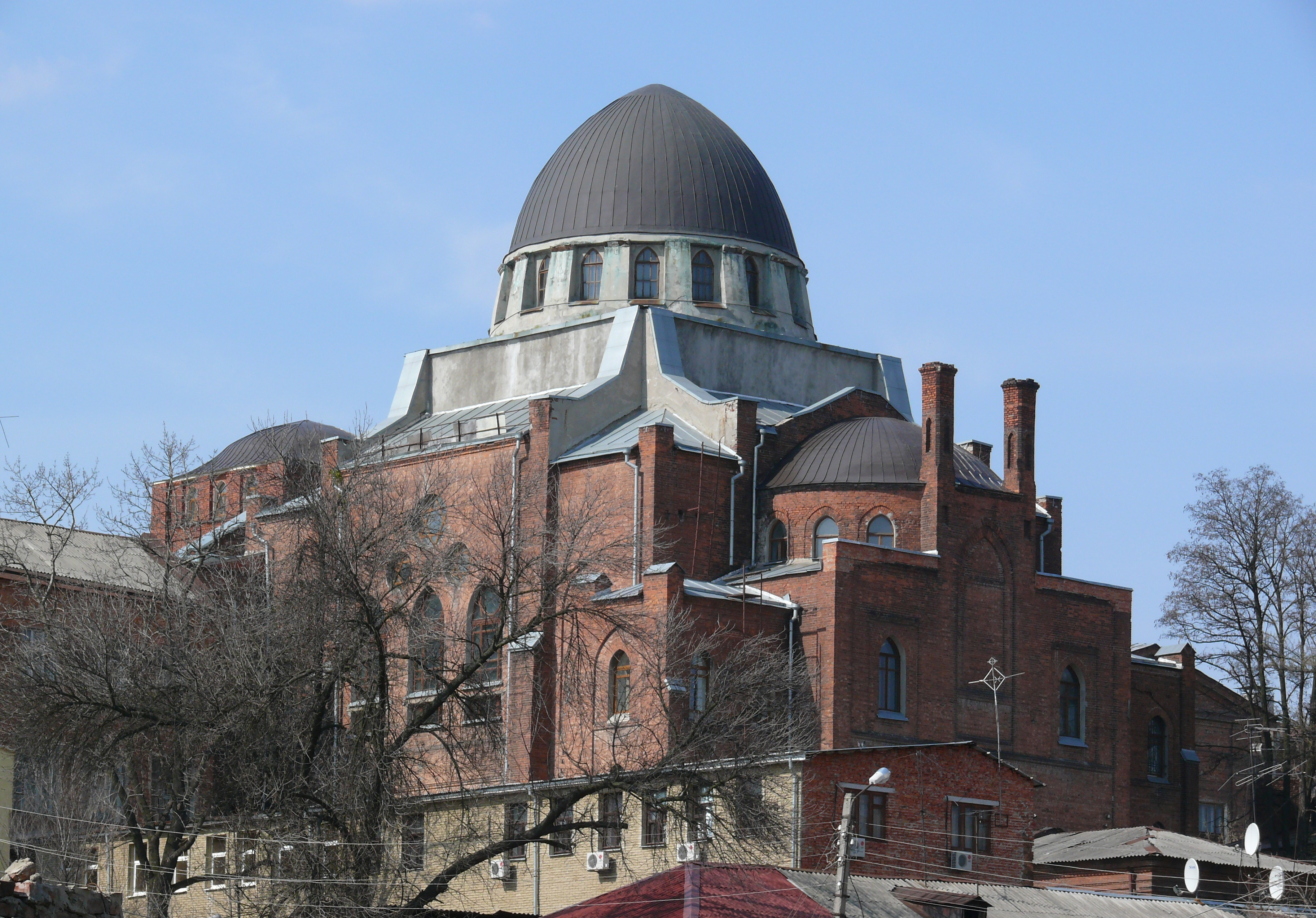
Синагога у Харкові (1909–1913)
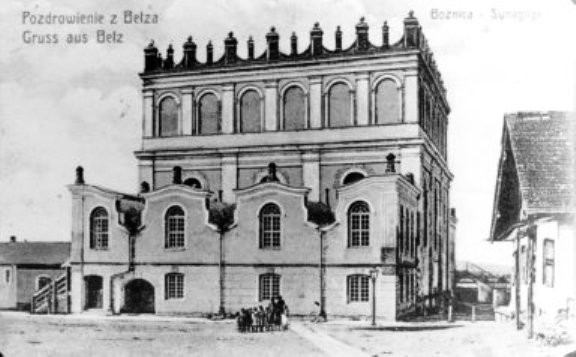
Синагога в Белзі, якої вже немає.
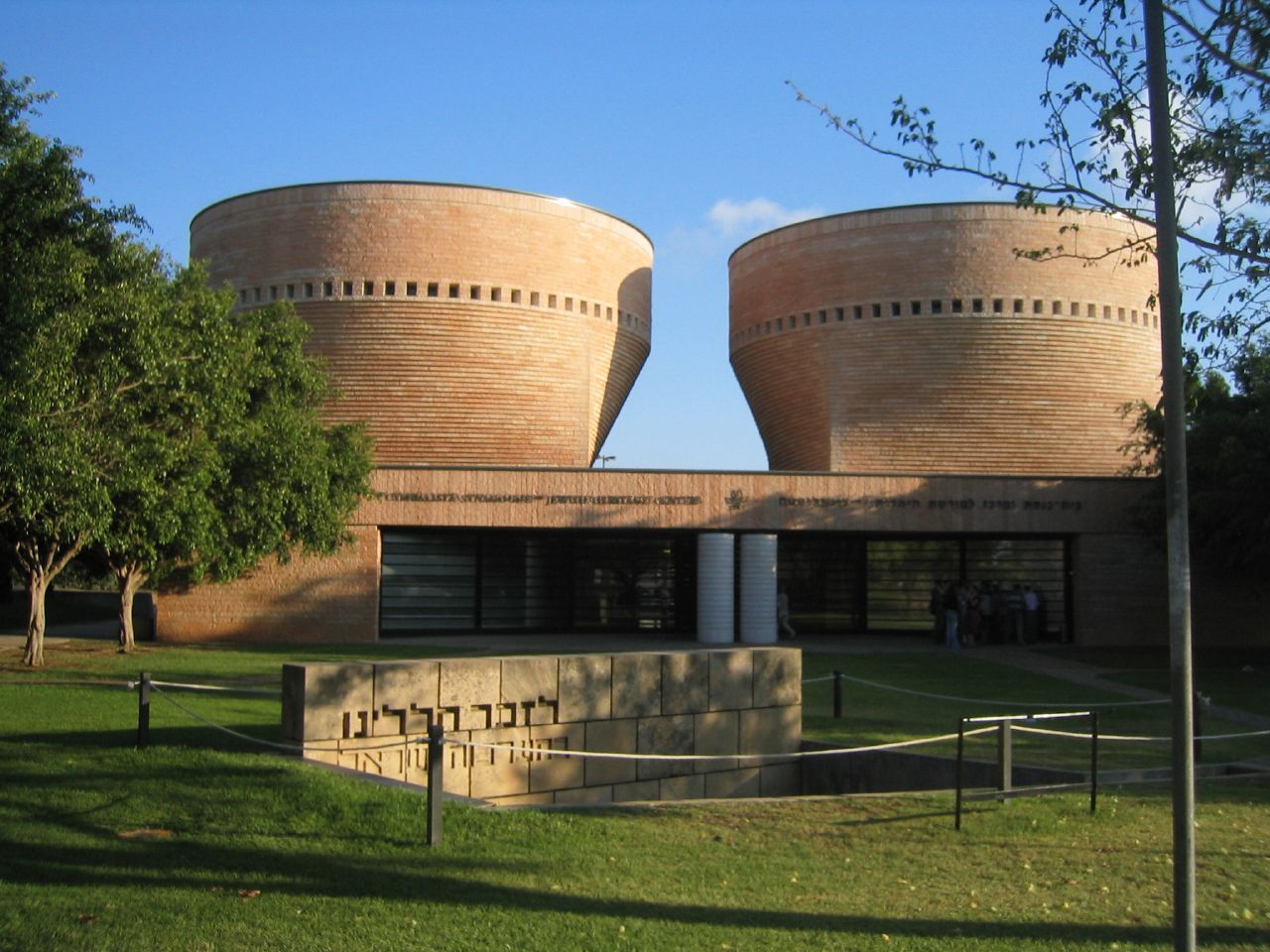
Синагога Тель-Авівського університету.
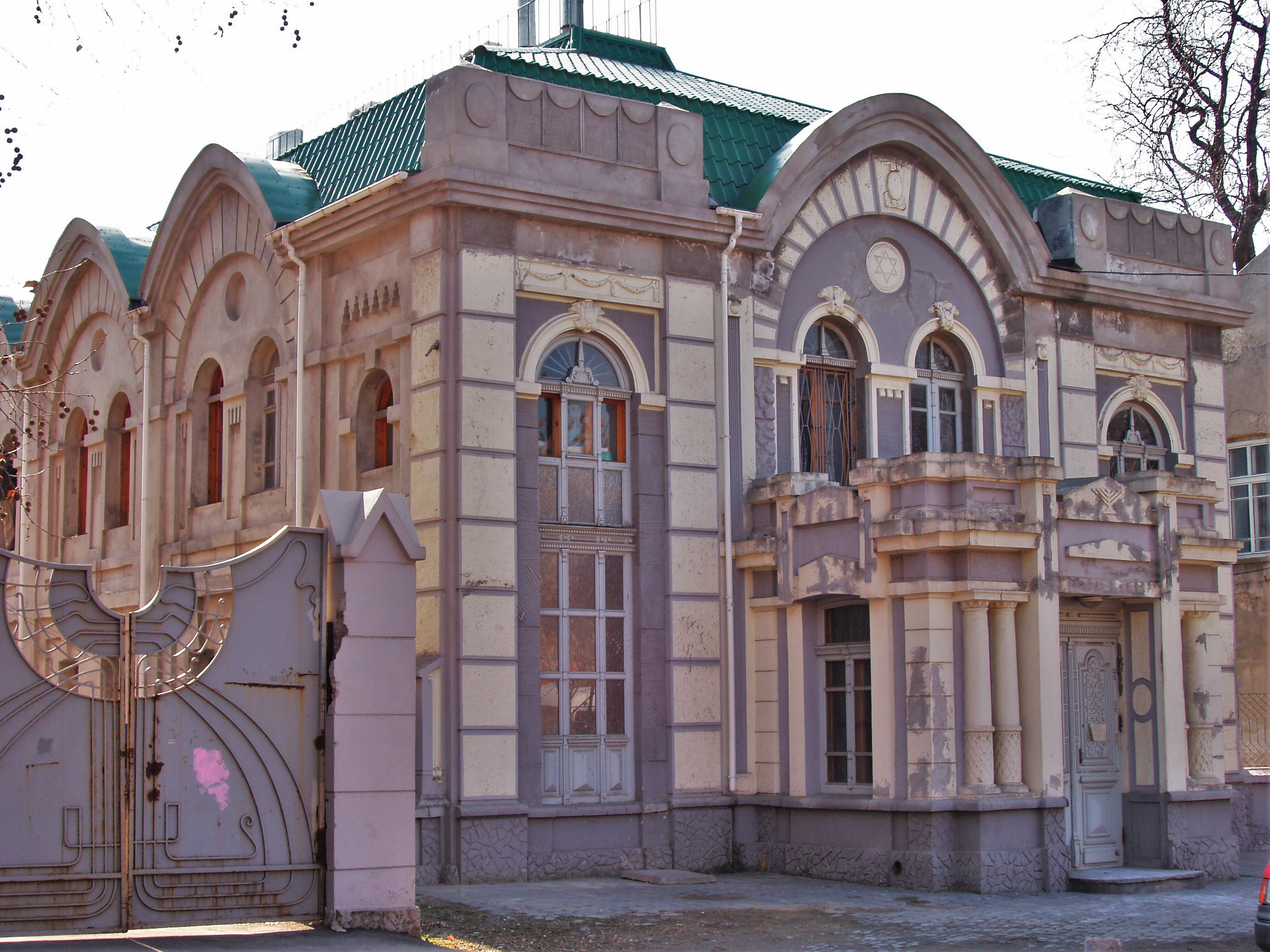
Синагога в Херсоні.
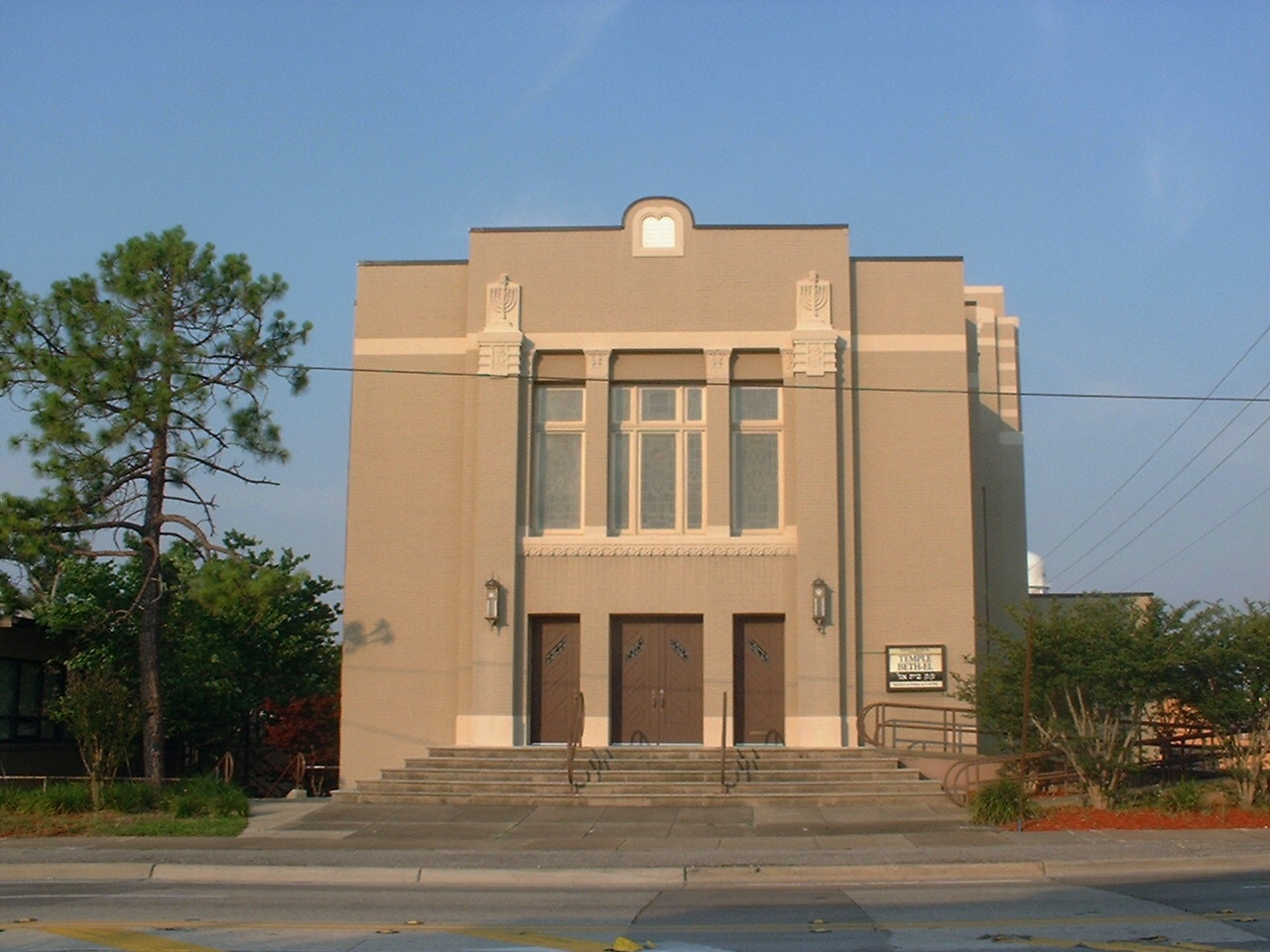
Храм Бет-Ель (Temple Beth-El), найстаріша синагога у Флориді, побудована в стилі Ар-деко
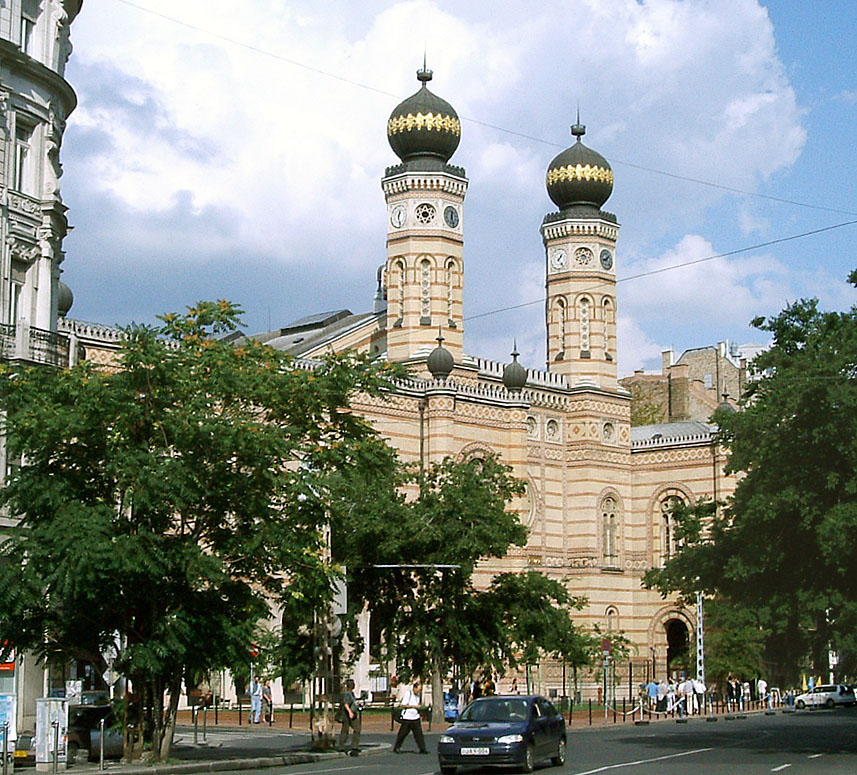
Синагога на вулиці Dohány Будапешт
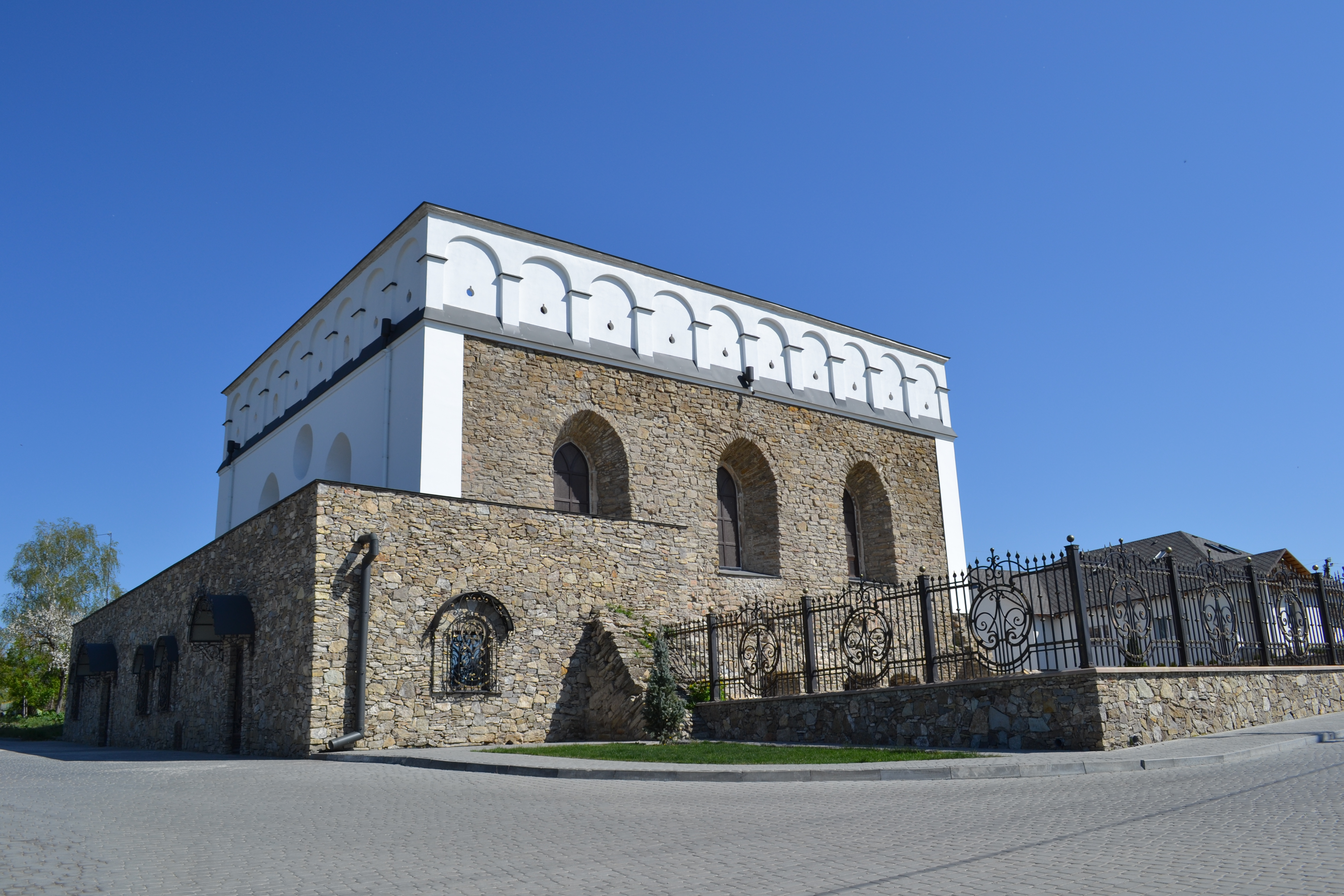
Синагога у Сатанові

## Синагоги
- Старонова синагога (Чехія, Прага, 1270) — найстаріша в Європі з уцілілих.
- Іспанська синагога (Чехія, Прага, 1868)